# Dòng Thánh Augustinô Chân Đất
Dòng Thánh Augustinô chân đất (tiếng Latin: Ordo Augustiniensium Discalceatorum - OAD) là một dòng truyền giáo của Giáo hội Công giáo Rôma. Dòng được thành lập do công cuộc cải tổ của Dòng Thánh Augustinô (tiếng Latinh: Ordo Sancti Augustini - OSA). Sứ mạng của hội dòng là "đem con người đến gần Chúa và đem Chúa đến gần con người, nhằm phục vụ Thiên Chúa, Đấng Tối cao trong tinh thần khiêm tốn".